# Guptesor
Guptesor – gaun wikas samiti w środkowej części Nepalu w strefie Dźanakpur w dystrykcie Ramechhap. Według nepalskiego spisu powszechnego z 2001 roku liczył on 330 gospodarstw domowych i 1772 mieszkańców (922 kobiet i 850 mężczyzn).